# آلباتروس دی۱
آلباتروس دی۱ (به انگلیسی: Albatros_D.I) یک هواگرد از نوع جنگنده ساخت شرکت آلباتروس فلوکتسایک‌ورک در آلمان است. این هواگرد در سال اوت ۱۹۱۶ میلادی رسماً معرفی گردید. در مجموع، تعداد ۵۰ فروند از این هواگرد ساخته شده‌است.
طراح این هواگرد، رابرت تیلن مهندس آلمانی بود.